# گرینوود، شهرستان الدورادو، کالیفرنیا
گرینوود (به انگلیسی: Greenwood) یک منطقهٔ مسکونی در ایالات متحده آمریکا است که در شهرستان ال دورادو، کالیفرنیا واقع شده‌است. گرینوود ۱٬۰۰۷ نفر جمعیت دارد و ۴۹۰ متر بالاتر از سطح دریا واقع شده‌است.